# CGNS
CGNS est un sigle signifiant CFD General Notation System. Il s'agit d'un modèle de données générique utilisé pour le stockage, la diffusion et la manipulation de données numériques et topologiques dans un processus de simulation appliqué à la mécanique des fluides.
Les données du standard CGNS sont stockées et organisées dans des fichiers basés sur le format HDF5.
Il existe aussi une organisation mémoire s'appuyant sur le langage Python avec la bibliothèque NumPy.